# 這是我的生存之道
《這是我的生存之道》（日语：これが私の生きる道）是日本女子雙人音樂組合PUFFY的第2張單曲。1996年10月7日由EPIC Records Japan發行。

## 解說
《這是我的生存之道》是PUFFY自從上一張單曲《亞細亞的純真》以來，相隔5個月發行的最新單曲。及創作歌手、音樂製作人奧田民生負責幫PUFFY企劃製作的第2首單曲。還有奧田他第一次獨自負責作詞、作曲的PUFFY單曲，與該單曲不一樣的是上一張單曲是和井上陽水共同作詞、作曲。
該歌曲的名稱是戲仿植木等擔任主唱的樂團及搞笑團體花肇與瘋狂貓歌曲「這是男人的生存之道」。
《這是我的生存之道》於1996年的10月首次發行之後，曾在Oricon創下冠軍第1名的最高排名成績。並連續蟬聯3週週榜榜首。翌年1997年春天，該歌曲被選為第69屆選拔高等學校棒球大會的進場歌曲。
此外，《這是我的生存之道》還被選為資生堂產品『TESSERA』的電視廣告歌曲受到迴響時，資生堂還把將該歌曲歌名的平假名注音刪掉，結合玩同音漢字遊戲的創意，取名叫「私生道（しせいどう）」與自家廠牌的日文發音相同。
《這是我的生存之道》發行滿12年之後的2008年11月現在，是PUFFY知名的代表歌曲之一，並與《亞細亞的純真》都創下million seller的銷售紀錄。銷售量累計高達161萬張。
《這是我的生存之道》最近一次的商業主打是在2015年秋天首映的電影《內村SUMMERS THE MOVIE ANGEL》當電影主題歌使用。及翌年2016年7月至9月在TOKYO MX、BS11等台播出的電視動畫《ReLIFE》當第5話片尾曲使用。
此外，《這是我的生存之道》有兩次出現在電視動畫的角色唱卡拉OK時。一次出現是在《烏龍派出所》第169話大原部長（CV：佐山陽規）與屯田署長（CV：江角英明）兩人獻唱。另外一次出現是在《我們這一家》第4話劇中橘子參加學校社團泰迪熊研究社社員獻唱。

## 收錄歌曲
所有歌曲由奧田民生作詞、作曲。
1. 這是我的生存之道
  - NHK節目《百歲萬歲（日语：百歳バンザイ）》（廣島局製作）主題歌曲
  - 由於該歌曲是用單聲道錄製，因此在當時許多用立體聲錄製的現代音樂歌曲中相當罕見。後來在PUFFY的其它專輯收錄時，收錄曲目上原本寫是用立體聲錄製，但在收聽時實際上還是使用單聲道的音源收錄（事實上是用立體單聲道收錄）。而負責PUFFY歌曲企劃製作的奧田他自己表示該歌曲是向披頭四單曲「Day Tripper（英语：Day Tripper）」致敬，並表達該歌曲是在聽完了整首歌曲之後就會想到早期披頭四聲音的聯想下錄製完成。故錄製該歌曲時一開始的吉他前奏與披頭四的「Day Tripper」相似。
2. 下雪的小鎮
  - 樂團UNICORN（日语：UNICORN）於1993年年發行的單曲同名單曲（日语：雪が降る町）的翻唱版。
3. 這是我的生存之道 (stereo off vcoal)
與第1曲目不一樣的是，這首的off voal版使用的是立體聲音源。還有，在開頭則加入了PUFFY她們二人喊「One Two Three Four」的倒數對白。
4. 雪降町 (off vocal)

## 收錄專輯
- JET CD（日语：JET CD）（#1）
- The Very Best of Puffy/amiyumi jet fever（日语：UNICORN）（#1）
- Hit&Fun（日语：Hit&Fun）（#1）

## 其它
- 1998年4月1日先行收錄在PUFFY她們的第2張原創專輯《JET CD（日语：JET CD）》的亞洲輸出盤發行，而中文的正式譯名就叫做「這是我的生存之道」，並有收錄中文歌詞。至於日本國內是在2000年7月5日發行的最佳專輯《The Very Best of Puffy（日语：The Very Best of Puffy / amiyumi jet fever）》中收錄。
- 2003年1月1日播出的綜藝節目《思出曲全見 200+3》（朝日電視台）及2010年11月19日播出的脫口秀節目《A-Studio（日语：A-Studio）》（TBS）都曾經請原唱者PUFFY組員大貫亞美在節目現場一邊獻唱一邊跳舞，但大貫她說編舞仍不記得了。
- 2010年2月24日發行了由創作歌手美吉田月（日语：美吉田月）的翻唱版，收錄在她的第6張翻唱專輯《Ska Flavor#3》。
- 在《TESSERA（日语：ティセラ）》的廣告短片中，有播出PUFFY吉村由美和大貫亞美她們2人互親臉頰的畫面。事實上在進行幕後拍攝撮影時，吉村和大貫曾被要求用互相親吻來表現。拍完之後，吉村表示本身很反對，相反的大貫則是相當的高興[3]。

## 來源
1. ↑  . DON！. 日本電視台.   [2017-10-15]. （原始内容存档于2014-08-03） （日语）.
2. ↑  . 電影.com. 2015-06-02  [2015-06-02]. （原始内容存档于2019-04-21） （日语）.
3. ↑  來自富士電視台音樂綜藝節目《LOVE LOVE 我愛你（日语：LOVE LOVE あいしてる）》1996年12月14日播出集數（https://www.fujitv.co.jp/LOVELOVE/profile/guest/puffy/puffy.html）%5B%5D. [2018-06-25] （日語）.